# 川之江藩
川之江藩（かわのえはん）は、江戸時代前期、伊予国に短期間存在していた藩。宇摩郡川之江村（現在の愛媛県四国中央市川之江）に陣屋を置いた。
1642年、初代藩主一柳直家が没すると伊予国の所領が没収され、一柳家は分領であった播磨国の1万石を領する大名として存続する（小野藩）。

## 歴史
寛永13年（1636年）、伊勢国神戸藩主一柳直盛は、伊予国西条藩6万8千石に加増・転封を受けた。しかし、采地に赴く途中、大坂で没した。
直盛の遺領は3人の男子によって分割された。西条藩は長男直重が3万石で継いだ。三男の直頼は伊予国小松で1万石を分与された。次男直家は、既に領していた播磨国小野5千石に加えて伊予国川之江の2万3千石を分与された。直家は宇摩郡川之江村内の神ノ木（現在の四国中央市川之江町）に陣屋を置き、川之江藩が立藩された。なお『寛政重修諸家譜』では直頼の居所を当初から播磨国小野としており、事典類の中には川之江藩を認めない（小野藩として扱う）ものもある。
寛永19年（1642年）には直家が病死した。直家には嫡子がおらず、直次を養子に迎えて家督を継がせたが、末期養子であったため伊予の所領は幕府に没収され、藩領は播磨小野藩1万石に削減され、わずか6年で川之江藩は消滅した。残された播磨の藩領は小野藩1万石としてそのまま明治維新まで続くことになった。
一柳家の領地収公後、川之江一帯は幕府領となり、伊予松山藩が預かった。伊予松山藩は、旧一柳家の陣屋跡に川之江代官所を置き、伊予国に所在する幕府領の管理に当たった。

## 歴代藩主
一柳家
- 外様　2万8000石

1. 直家（なおいえ）

## 陣屋と陣屋町
川之江藩の陣屋の敷地は、東は栄町通り、西は新町の和田医院周辺、北は吉祥院、南は愛媛銀行川之江支店やフジ川之江店周辺に囲まれた地域であるという（明治期に出版された宮脇通赫『伊予温故録』では、川之江村字神ノ木の内裏町に置かれたと記している）。川之江町栄町の愛媛銀行川之江支店向かいに「一柳直家公陣屋跡」の碑がある。
「一柳陣屋門」と呼ばれる建築物が川之江八幡神社にあり（国登録文化財）、直家が建築した陣屋の表門を移築したものと伝えられている
また、播磨国の分領支配の拠点として敷地陣屋（現在の小野市敷地町）を築いた。